# Бремен
Бре́мен (нім. Bremen) — місто та порт на північному заході Німеччини. Бремен разом з містом-супутником Бремергафен входить до складу федеральної землі Бремен і в Середньовіччі разом з ним було частиною історичної Ганзи. Бремен є десятим за кількістю населення (547 685 осіб) містом Німеччини. Бремен входить до агломерації Бремен-Ольденбург, однієї з 11 міських агломерацій Німеччини.

## Транспорт
Місто обслуговує міжнародний аеропорт, розміщений за 3 км на південь від центру міста.
Бременські трамваї та місцеві автобуси є під орудою Bremer Straßenbahn AG. 

Бременська міська електричка обслуговує метрополійний регіон Бремен/Ольденбург від Бремергафена на півночі до Твістрінгена на півдні та від Ольденбурга на заході, з центром на станції Бремен-Центральний. 
S-Bahn працює з 2010 року. 

Ця мережа об’єднала існуючий регіональний транспорт у Бремені, а також у навколишніх містах, включаючи Бремергафен, Дельменгорст, Твістрінген, Норденгам, Ольденбург і Ферден-ан-дер-Аллер.

## Географія
Бремен розташований уздовж обох берегів річки Везер за 60 км від її впадіння в Північне море. Довжина території міста 38  км, ширина 16  км.
Адміністративно Бремен поділяється на 5 міських районів і 23 мікрорайони.

## Історія
Бремен був заснований у 787 році Карлом Великим як єпископська резиденція. Місто було розташоване на дюнах, що тягнулися вздовж правого берега річки Везер — поблизу переправи через неї.
З 845 року почався розквіт Бремена, під час правління архієпископа Адальберта. У 859 році місто було розграбоване Рюріком Ютландським. У 1032 році були зведені перші міські мури. У 1260 році Бремен приєднався до Ганзейського союзу. Стрімкий економічний розвиток дозволив Бремену вийти з-під влади архієпископа і стати вільним містом. Символами самостійності стали споруджені на головній площі статуя Роланда (1404) і будівля ратуші (1409).
Після закінчення Тридцятилітньої війни згідно з Вестфальською угодою Бремен поступився Швеції значною частиною своїх територій у низовинах Везеру. У 1811 році Наполеон I оголосив Бремен головним містом французького департаменту Буш-де-Везер (Гирла Везера). У 1813 році місто було зайняте союзниками та на Віденському конгресі Бремен був визнаний вільним містом Німецького союзу. Згідно з договором 1856 року для Бремена були встановлені особливі митні правила і в 1888 році місто увійшло до складу німецького митного союзу. У 1866 році війська Бремена брали участь у військових діях прусської армії, а після утворення Німецької імперії Бремен увійшов до її складу як самостійне вільне місто з власною системою самоврядування.

## Економіка

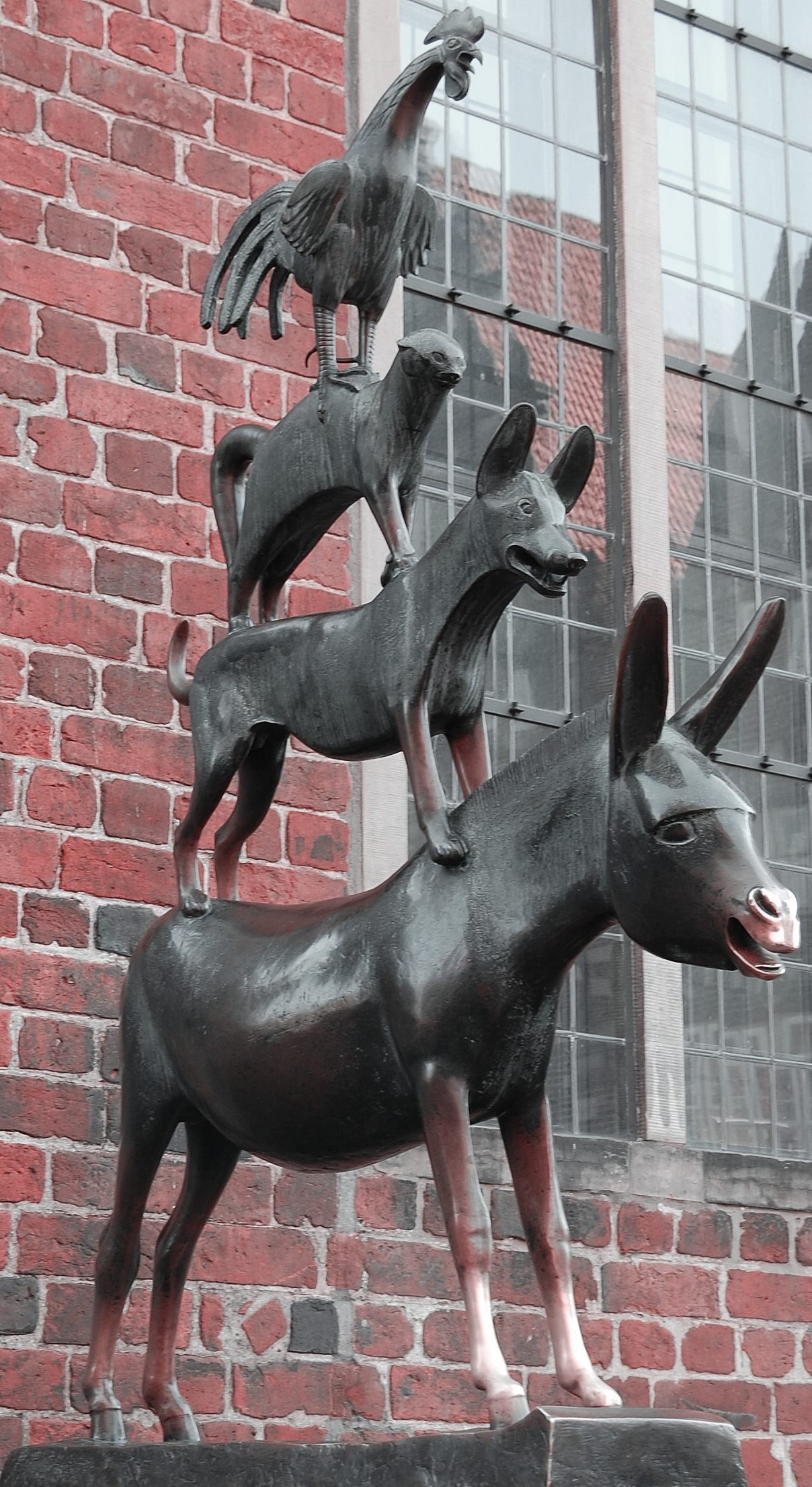
«Бременські міські музики» (скульптор Г.Маркс, 1951)

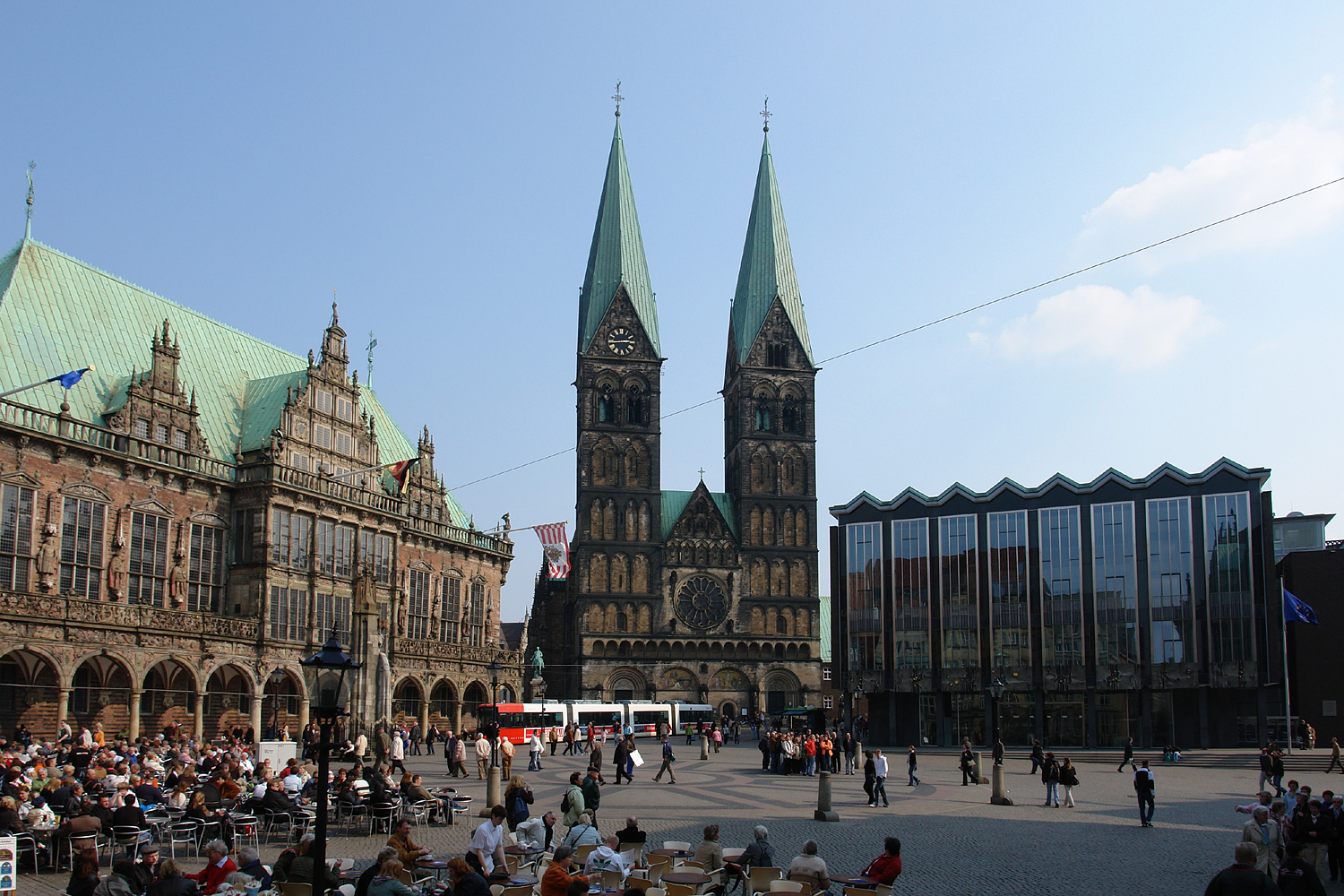
Ринкова площа міста з Ратушею і собором Св. Петра

Основні галузі економіки та господарства  — машинобудування (кораблебудування), транспорт і логістика. Працює завод чорної металургії з повним циклом «ArcelorMittal Bremen».

## Пам'ятки
Однією з визначних пам'яток Бремена є Дім Дзвіночків, розташований по вулиці Бетхерштрасе (Бондарській). У ньому знаходиться ґлокеншпіль, що складається з 30 дзвіночків, виготовлених із майсенської порцеляни та оснащений комп'ютерним дистанційним керуванням. Одною з найвизначніших пам'яток архітектури Бремена є Бременський собор Святого Петра.
Костел Пресвятої Богородиці - найстаріший костел Бремена, який зберігся. Південна романська вежа (близько 1100 р.) та найстаріший релікт собору – романська крипта (близько 1020 р.) з середньовічними розписами. 

## Культура
- Бременська картинна галерея

- Бременський театр мюзиклу

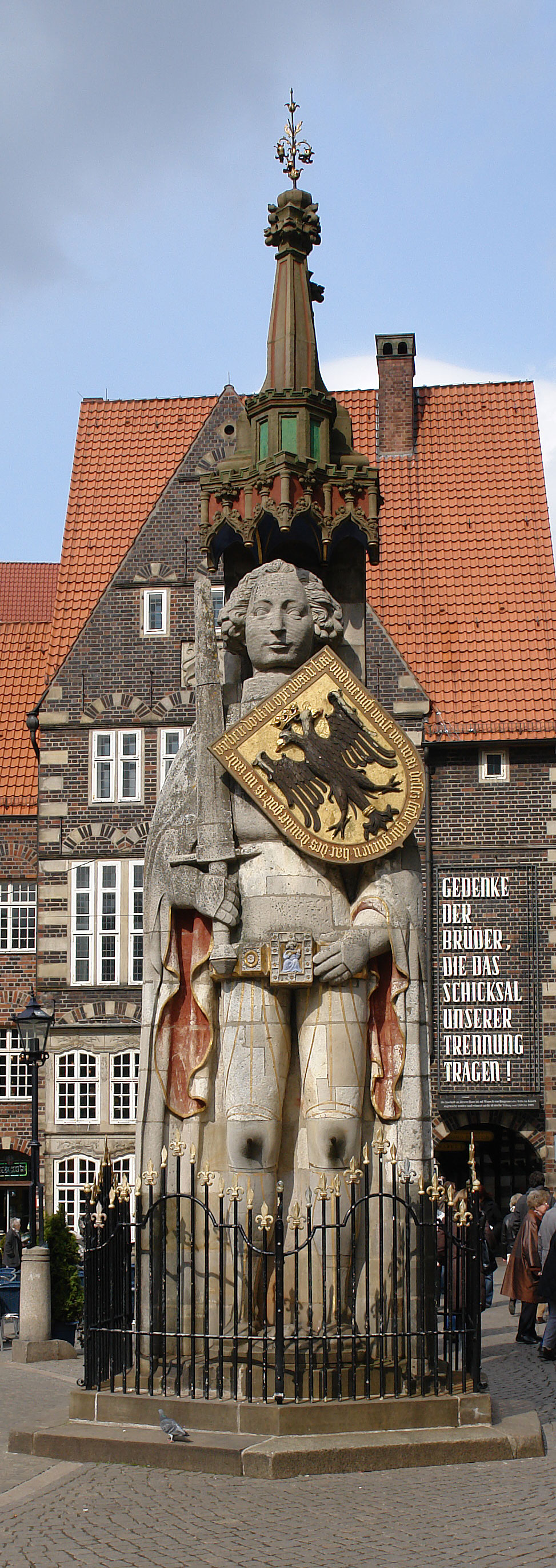
Символ міського права — фігура лицаря Роланда на ринковій площі, 1404 р.

- Бременська державна та університетська бібліотека

## Відомі особистості
У місті народився:
- Генріх Шарельман (1871—1940) — німецький педагог.
- Ганс Дреєр (1885—1966) — американський артдиректор.